# Torneo de Eastbourne 1984
El Eastbourne International de 1984 fue un torneo de tenis femenino jugado en pista de césped al aire libre en Devonshire Park en Eastbourne , Reino Unido, que formó parte de la Serie de Campeonato Mundial Virginia Slims de 1984 . El torneo se celebró del 18 de junio al 24 de junio de 1984. La primera cabeza de serie, Martina Navratilova, ganó el título individual.

## Finales

### Individuales
Martina Navratilova derrotó a Kathy Jordan 6–4, 6–1 
Fue el sexto título individual del año de Navratilova y el 92 de su carrera .

### Dobles
Martina Navratilova / Pam Shriver derrotaron a Jo Durie / Ann Kiyomura 6–4, 6–2    
Fue el décimo título del año de Navratilova y el 191 de su carrera. Fue el octavo título de Shriver del año y el 57 de su carrera.